# Humięcino-Klary
Humięcino-Klary – przysiółek w Polsce, położony w województwie mazowieckim, w powiecie ciechanowskim, w gminie Grudusk.
Humięcino-Klary jest sołectwem w gminie Grudusk.
Do 2024 r. miejscowość była częścią wsi Humięcino-Koski. W latach 1975–1998 miejscowość należała administracyjnie do województwa ciechanowskiego.